# Chaupi Orco
Il Chaupi Orco (quechua Chawpi Urqu) è una montagna di 6044 metri. Si trova nella Cordigliera di Apolobama, al confine tra Perù e Bolivia. 
La prima esplorazione è avvenuta nel 1932 da parte di un gruppo tedesco. Questo gruppo riuscì a scalare la montagna nel 1957. Sempre nel 1957 degli italiani riuscirono a scalarla.